# Chlorophorus nigroannulatus
Chlorophorus nigroannulatus är en skalbaggsart som beskrevs av Jean François Villiers och Chûjô 1966. Chlorophorus nigroannulatus ingår i släktet Chlorophorus och familjen långhorningar.
Artens utbredningsområde är Nepal. Inga underarter finns listade i Catalogue of Life.